# Concretezza
(Giulio Andreotti)
Concretezza - rivista politica quindicinale è una rivista di politica fondata, nel 1955, da Giulio Andreotti, che sarebbe divenuto di lì a poco ministro delle Finanze del governo Segni I. Stampata dalla Rizzoli, fu l'organo ufficiale di "Primavera", una delle correnti interne alla Democrazia Cristiana, fondata dallo stesso Andreotti in risposta all'orientamento imposto da Amintore Fanfani, allora segretario DC, che con la sua corrente "Iniziativa democratica" stava tentando di far emergere la cosiddetta "seconda generazione" democristiana.